# Distrito de Achaya

## Distrito de Achaya
Achaya es un distrito de la provincia de Azángaro, en la región peruana de Puno, en el sudeste del Perú y ubicado a orillas del río Azángaro. 
Está ubicado en el piso ecológico SUNI, una de las mayores regiones naturales de Perú, que se sitúa entre los 3.600 y los 3.900 msnm. 

## Historia
El distrito fue creado el 2 de mayo de 1854, durante el gobierno del Presidente Ramón Castilla.

## Geografía
Según el INEI, Achaya tiene una superficie total de 13.223 km². Se encuentra situado al suroeste de la Provincia de Azángaro, en la zona norte del departamento de Puno. Su capital, Achaya, se halla a una altura de 3.846 msnm.
| Noroeste: distrito de Santiago de Pupuja | Norte: distrito de Arapa                         | Noreste: distrito de Caminaca |
| Oeste: distrito de Nicasio               |                                                  | Este: distrito de Caminaca    |
| Suroeste: distrito de Calapuja           | Sur: distrito de Calapuja y distrito de Caminaca | Sureste: distrito de Caminaca |

## Demografía
Según el Censo de este país del año 2007, este distrito contaba con 3.971 habitantes.
 La densidad de población era de 30 hab./km².

## Autoridades
Municipales
- 2023 - 2026[3]
  - Alcalde Lic. Zenobio Callopaza Calloapaza.

Religiosas
- Diócesis de Puno[4]
  - Obispo: Jorge Pedro Carrión Pavlich.

## Histórico de alcaldes
- 1964-1966: Patricio Quispe Añacata, Lista Independiente Juventud Progresista
- 1967-1969: Jacinto M. Gutiérrez Ayani, Lista Independiente de Trabajadores y Campesinos
- 1981-1983: Calixto G. Choquehuanca, Frente Nacional de Trabajadores y Campesinos
- 1984-1986: Pedro Pablo Cutipa Tuero, Acción Popular
- 1987-1989: Juan Agustín Calloapaza Astulle, Frente Nacional de Trabajadores y Campesinos
- 1990-1992: Lucio Carlos Viza Quispe, Izquierda Unida
- 1993-1995: Teodocio Calapuja Chipana, Frente Popular Agrícola FIA del Perú
- 1996-1998: Pedro Julio Quispe Rossel, L.I. Nro 5 Acción Vecinal Pro Azangaro
- 1999-2002: Benigno Viza Yucra, Unión por el Perú.
- 2003-2006: Víctor Alfredo Cahuapaza Copa, Acción Popular.
- 2007-2010: Pepe Rómulo Condori Carlosviza, Unión por el Perú.
- 2011-2014: Pepe Rómulo Condori Carlosviza, Unión por el Perú.
- 2015-2018: Luis Eduardo Gutiérrez Apaza, Frente Amplio para el Desarrollo del Pueblo.
- 2019-2022: Edson David Calloapaza Gutiérrez, Movimiento de Integración por el Desarrollo Regional (MI CASITA).

## Patrimonio
- Templo de San Miguel de Achaya

Está ubicado en plena Plaza de Armas Ramón Castilla. Su entrada es un arco romántico de adobe, con fachada de piedras de laja que fue reconstruida por la Municipalidad Distrital (1986 – 1989) y tiene un portón de madera cubierto con rejillas metálicas, y en el medio una cruz.  Dicha fachada está adornada por dos columnas verticales y horizontales. Se aprecian dos torres de adobe de diferente forma: la primera, de forma vertical, tiene tres ventanas donde se ubicaban las campanas; y la otra, en forma cuadrada, tiene cuatro ventanas, donde en la actualidad se encuentran ubicadas las cuatro campanas.
En el interior del templo, al fondo, está el altar mayor completamente tallado en cedro y cubierto con pan de oro. En el medio se halla la Virgen de la Asunción, acompañada, a la derecha, por Santa Catalina; y, a la izquierda, por Santa Rosa de Lima. En la parte superior, en el medio, se encuentra la Virgen de las Mercedes; a la derecha, la Virgen María Concepción; y, a la izquierda, San Juan Bautista. En los laterales, observamos dos cuadros gigantescos tallados con imágenes de la Virgen Inmaculada Concepción y a San Miguel de Arcángel, patrones de la ciudad, venerados con fe y devoción cada 29 de septiembre. Alrededor del templo se observa al Niño San Salvador, Jesús San Isidro Labrador, Santo Sepulcro de Cristo, Virgen de Dolores y otros.
- Piedra monolítica de Qoa Rumi de Qaparaq Isla

La piedra de Qoa Rumi se encuentra al norte del distrito a 4 km en la comunidad de Huayrapata. 
Esta piedra, muy rara y única, de 1.30 m. de largo y 36 cm de ancho, presenta una forma y un color similar al pez suche. Los pobladores consideran esta piedra sagrada y la veneran para que exista la abundancia del pez suche en el río Azángaro.
- El Macho y La Abuela

En el pueblo de Achaya existen tres objetos muy importantes, llamados el Macho, la Abuela y sus Hijas. El Macho se utilizaba durante la época colonial y servía para castigar a los rebeldes y a los ladrones. Este objeto era señal de que el pueblo tendría horca y cuchillo, es decir, Justicia Civil y Criminal.
El Macho está hecho de un tronco de madera, con una dimensión de 65 cm de largo y 15 cm de ancho. Contiene dos huecos en los extremos y es movible a través de una bisagra que se puede abrir y cerrar, donde tiene una aldaba para asegurarlo. Los locales veneran al Macho como a un dios.
La Abuela es un objeto fabricado también en madera y tiene forma de botella. La Abuela se llama Juana y tiene cuatro hijas: Josefa, Estefa, Petrona y Francisca. A las hijas de la abuela las acompañan dos poleas de madera.
La población venera estos objetos durante celebraciones de toma de cargo y en las fiestas de carnavales y de San Sebastián. Durante estas celebraciones, los objetos se adornan con serpentinas y se les hacen ofrendas de coca, alcohol y vino.

## Festividades
- San Miguel Arcángel
- Nuestra Señora del Rosario